# Generation (album van Audio Bullys)
Generation is het tweede album van de Britse dance-formatie Audio Bullys. Het album is uitgebracht op 20 september 2005.
Het album bevat de single Shot You Down, waarin een nummer van Nancy Sinatra gebruikt is. Audio Bullys-DJ Tom Dinsdale kwam op het idee na het horen van de sample die in de film Kill Bill zat. Naast Shot You Down is het nummer I’m in Love uitgebracht. Dat nummer werd een bescheiden hit in Nederland.

## Tracks
1. "Intro"
2. "Shot You Down"
3. "Keep On Moving"
4. "Generation"
5. "I Won't Let You Down"
6. "(The World)"
7. "Eq-ing"
8. "Made Like That"
9. "All Sing Along"
10. "Get Myself On Track"
11. "I'm In Love"
12. "Struck By The Sound"
13. "This Road"
14. "Take You There"
15. "If You Want My Love"
16. "Rock Till I'm Rollin"